# Širvintos
Širvintos (deutsch Schirwindt, polnisch Szyrwinty) ist eine kleine Stadt und Sitz der Rajongemeinde Širvintos im Osten von Litauen im Bezirk Vilnius. Sie hat 5860 Einwohner (2016).
Der Name der Stadt ist vom Fluss Širvinta abgeleitet, der durch Širvintos fließt.

## Geschichte

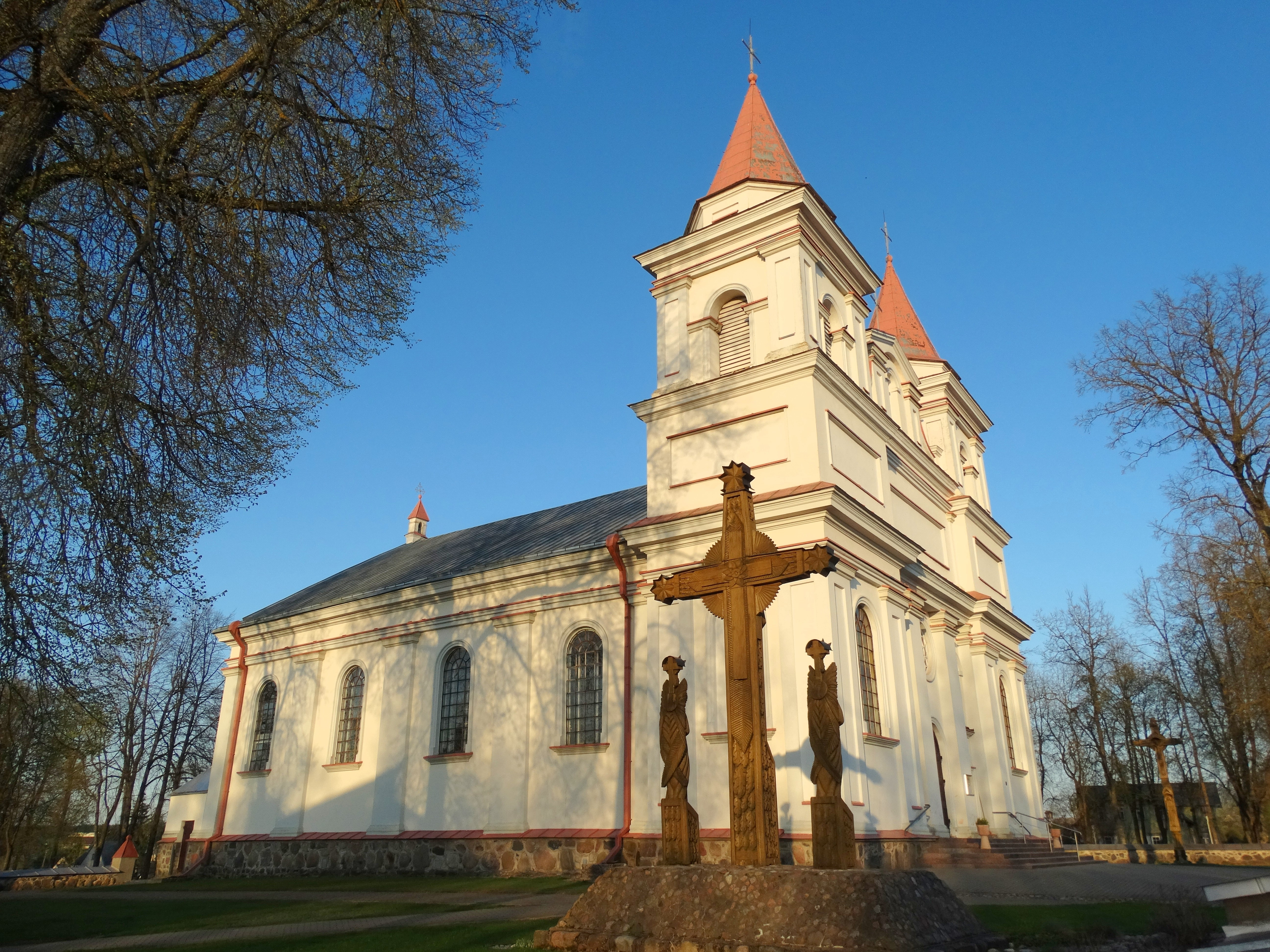
Širvintos Kirche des Erzengels Michael

Širvintos wurde zum ersten Mal im Jahr 1475 erwähnt, als die erste Kirche erbaut wurde. Es gibt aber Hinweise, dass der Ort bereits im 14. Jahrhundert bestand. Die heutige Kirche des Erzengels Michael wurde 1860 fertiggestellt. 1950 erhielt Širvintos Stadtrechte. Während der Zeit Sowjetlitauens wurde ein öffentliches Krankenhaus (jetzt VšĮ Širvintų ligoninė) gebaut.

## Personen
- Leon Chasanowich (1882–1925), Journalist und Parteifunktionär
- Jonas Kronkaitis (* 1935), General
- Nijolė Piškinaitė (* 1954), Juristin
- Živilė Pinskuvienė (* 1975), Politikerin, Bürgermeisterin, Vizeministerin, Parteivorsitzende
- Saulius Voveris (* 1977), Fernschach-Spieler